# František Výborný
František Výborný, češki hokejski trener, * 15. avgust 1953, Jirny, Češka.
Výborný je poleg vodenja čeških klubov, HK Sparta Praga, HK Havířov in HK Pardubice, v sezonah 1995/96, 1996/97 in 1997/98 zasedal mesto pomočnika trenerja pri klubu HK Jesenice, leta 2006 pa je deloval kot selektor slovenske reprezentance na Svetovnem prvenstvu, kjer je s štirimi porazi in dvema remijema reprezentanca izpadla iz letne skupine svetovnega hokeja. Od sezone 2006/07 je ponovno trener HK Sparta Praga. 

## Trenerska kariera
- 1987-1989: BK Mladá Boleslav (mladinci)
- 1989: ČLTK Praga (mladinci)
- 1989-1994: HK Sparta (mladinci)
- 1994-1996: HK Sparta Praga
- 1996-1998: HK Jesenice (pomočnik)
- 1998-2001: HK Sparta Praga
- 2001-2002: HK Havířov
- 2002-2004: HK Litvínov
- 2004-2005: HK Pardubice
- 2004-2006: Slovenska reprezentanca
- 2006-danes: HK Sparta Praga

1. ↑  Nacionalna zbirka normativnih podatkov Češke republike